# Малиношевські
Малиношевські (рос. Малиношевские) — український старшинський, пізніше дворянський рід.
Нащадки Гаврила Малиношевського — знатного військового товариша (1701).

## Опис герба
У червоному полі два мечі в андріївський хрест, супроводжувані знизу золотою зіркою.
Щит увінчаний дворянським нашоломником і короною. Нашоломник: три страусиних пера. Намет на щиті червоний, підкладений сріблом.